# ثورا بيدرسن
ماري ثورا فريدريك بيدرسن (بالدنماركية: Thora Pedersen)‏ (1875-1954) مدرّسة دنماركية، ومفتشة مدرسية، ومناصرة لحقوق المرأة، وناشطة في الاتحاد الدنماركي للمعلمين وجمعية النساء الدنماركيات. وباعتبارها ممثلة لهذه الجمعيات لدى المفوضية البرلمانية للأجور التي تأسست سنة 1917، لعبت بيدرسن دورًا مهمًا في تحقيق تقدم فيما يخص أجور الموظفين الحكوميين. قادت جهودها إلى وضع قانون الأجور لعام 1919 والذي حقق أجورًا متساوية لكل من النساء والرجال. وقد نجحت في تقديم التحسينات إلى المدارس الدنماركية بفضل خبرتها الدولية في التعليم.

## سيرتها الذاتية
ولدت ماري ثورا فريدريك بيدرسن في 21  أكتوبر 1875 في مدينة أوستر هوروب قرب هادسوند شرق يوتلاند. هي ابنة المعلم المدرسي نيلز كريستيان بيدرسن (1843-1941) وكارين ماري أندرسن (1847-1924). ضد إرادة والدها، ذهبت إلى مدرسة N.Zahle's في كوبنهاغن لتتدرب كي تصبح معلمة. بعد تأهلها عام 1900، عادت إلى يوتلاند حيث توظفت في مدرسة آلبورج منذ عام 1901 وحتى 1945.
أكثر ما تُذكَر عليه بيدرسن هو عملها بين عامَي 1915 و1919 في تحقيق تساوي الأجور. فبعد هبوط أجور الموظفين الحكوميين بأكثر من 10% خلال الحرب العالمية الأولى، بدأ الاتحاد الدنماركي للمعلمين بعملية الإصلاح. بالمشاركة مع ماري مورتنسن، جوان إم. سورنسن، ولوسي جنسن، اختيرت بيدرسن لمجلس اتحاد المعلمين التنفيذي في عام 1916 لتطالب بأجور متساوية مقابل الأعمال المتساوية ولكنها وُوجهَت بالمعارضة من قبل ممثلي المجلس. في عام 1917، أسس الرايخستاغ (البرلمان الدنماركي) لجنة لتبحث في شؤون أجور الموظفين الحكوميين. مع دعم من جمعية النساء وجمعية معلمي كوبنهاغن، تم تعيين بيدرسن مع ممثلَين آخرَين ضمن اللجنة. ومرة أخرى، واجهت معارضة شديدة ولكن في النهاية حصلت مطالبها على الدعم. وبالنتيجة، قدّم قانون الأجور لعام 1919 أجورًا متساوية للنساء والرجال.
منذ عام 1919، عملت بيدرسن على إجراء عدة تطويرات على المناهج في المدارس الدنماركية، وبلغ ذلك أوجه مع وضع قانون المدارس (Skoleloven) في عام 1937. وعلى الجانب السياسي، كانت بيدرسن عضوًا في الحزب الليبرالي الاجتماعي، وعملت ضمن مجلسه التنفيذي من عام 1918 وحتى 1926، ثم عضوًا في مجلس مدينة آلبورج من عام 1939 إلى عام 1943. وترأست بين عامَي  1908 و1915 جمعية آلبورج الوطنية للمطالبة بحق النساء بالاقتراع.
توفيت ثورا بيدرسن يوم 29 أكتوبر في مدينة آلبورج ودُفنَت فيها.